# Adam Frans Bodecker

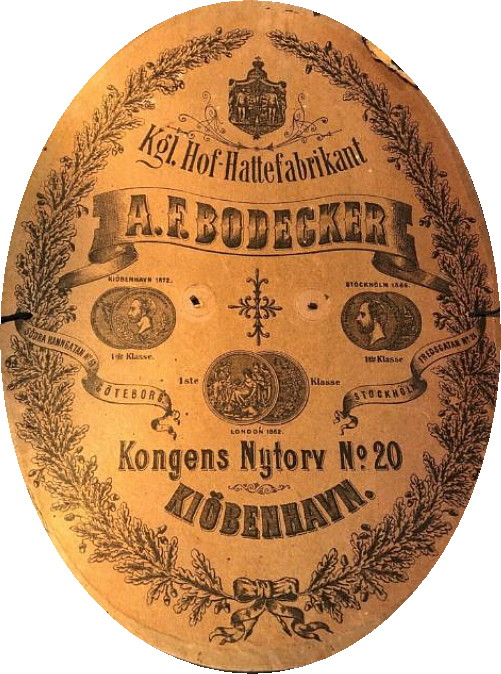
A.F. Bodecker, "Kiöbenhavn".

Adam Frans Bodecker, född 29 oktober 1818 i Bäckseda socken, död 4 mars 1884 i Köpenhamn var en svensk-dansk hattmakare.

## Biografi
Bodecker gjorde sin gesällvandring i Stockholm, Tyskland och Frankrike. År 1851 godkändes hans mästararbete och 1852 öppnade han sin första hattfabrik på Kongens Nytorv nr 20 i Köpenhamn. Han blev snabbt ålderman och kunglig hovleverantör och var en av tidens mest inflytelserika hattillverkare. Verksamheten utökades med nya filialer i Odense, Göteborg, Oslo och Sankt Petersburg.
Adam Frans Bodeckers äldste son, Oskar (född 1858 i Köpenhamn), förde verksamheten vidare och öppnade 1882 Stockholmsfilialen vid Fredsgatan nr 24 (nuvarande nr 6) i Stockholm. Oskar Bodeckers kompanjong, Ludvig Gracoub, övertog affären vid Fredsgatan 1926 och drev den till 1969 då den gick i konkurs. Verksamheten hedrades 1989 med ett svenskt frimärke, valör 50 öre. Motivet visar firmans flaggskylt med cylinderhatt, namnet Bodecker och nr 6 (som stod för adressen Fredsgatan nr 6).